# Servicii de pompieri din România
.

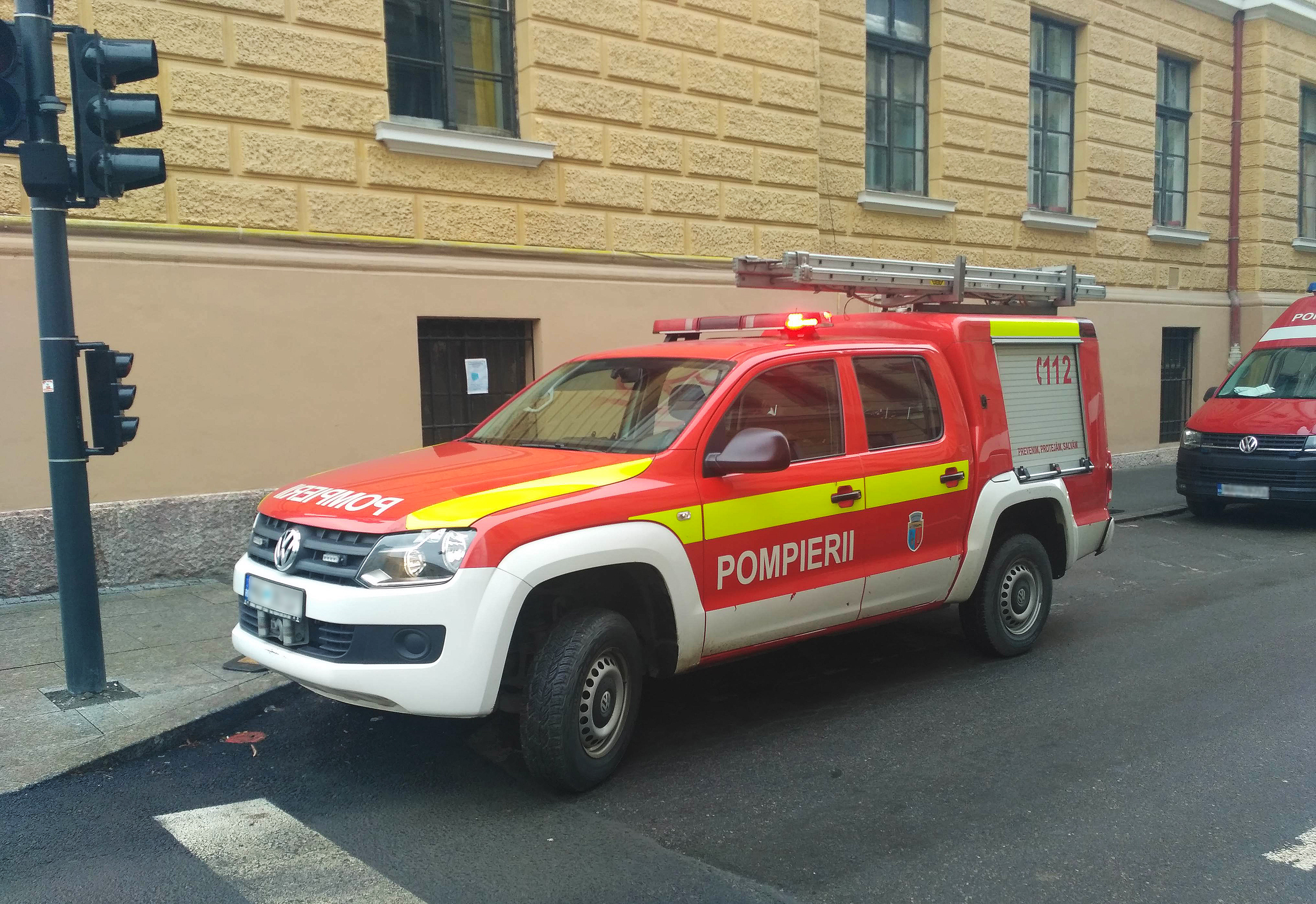
Autospeciala pentru prima interventie si comanda Detașamentul de Pompieri Cluj-Napoca

În România, pompierii sunt organizați în servicii de urgență profesioniste și voluntare. Serviciile de urgență sunt publice ori private.
Conform statisticilor CTIF în România sunt: 32.900 pompieri profesioniști, 139.756 pompieri voluntari, 259 servicii de pompieri profesioniști și 3.165 servicii publice de pompieri voluntari. Serviciile de pompieri desfășoară activități de prevenire și intervenție în situații de urgență, printre care: stingerea incendiilor, descarcerare și prim-ajutor SMURD, salvarea persoanelor și limitarea pagubelor produse de inundații, alunecări de teren, mișcări seismice, asistența persoanelor aflate în situații critice, intervenția la accidente sau alte tipuri de dezastre naturale.
În România potrivit legii în comune, orașe și municipii sunt constituite servicii de urgență voluntare în subordinea consiliilor locale, activitatea la primărie fiind condusă de primar. La operatori economici și instituții cu risc potrivit legii sunt constituie serviciile private.

## Servicii profesioniste
.

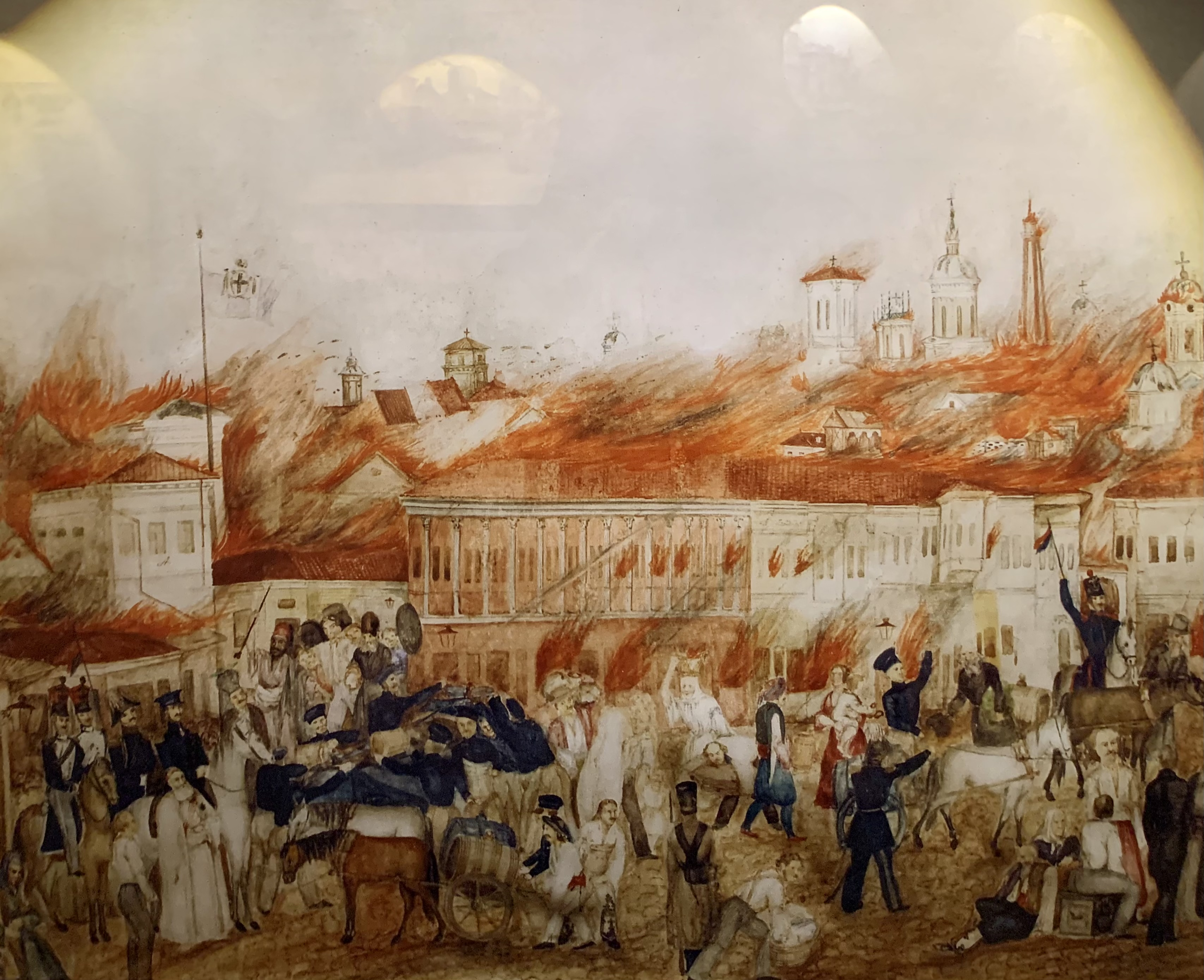
Marele incendiu din București, 1847

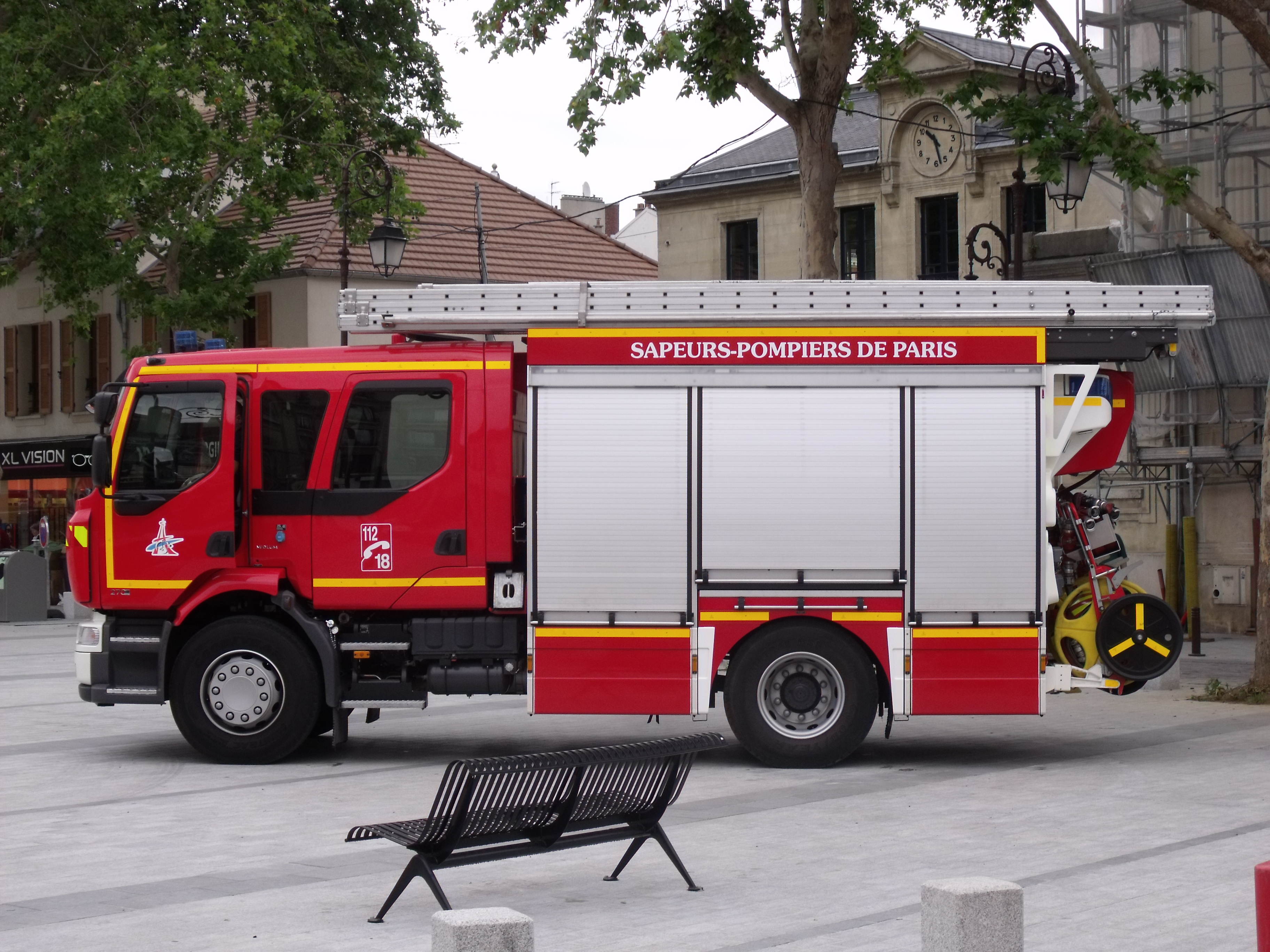
Autospecială pentru stingerea incendiilor(furgonetă) - Franța

Serviciile de urgență profesioniste sunt asigurate de către pompierii profesioniști, militari în subordinea Inspectoratului General pentru Situații de Urgență(Departamentul Național de Pompieri) potrivit reglementărilor specifice. La nivel național activitatea pompierilor  este condusă de către un inspector general, iar în situațiile de urgență activitatea pompierilor este coordonată de Departamentului pentru Situații de Urgența, care funcționează în cadrul Ministerului Afacerilor Interne. La nivel județean activitatea pompierilor  este condusă de către un inspector șef al Inspectoratul județean pentru situații de urgență, iar în situațiile de urgență de către prefect care este coordonat operațional de către secretarul de stat, șef al Departamentului pentru Situații de Urgența.

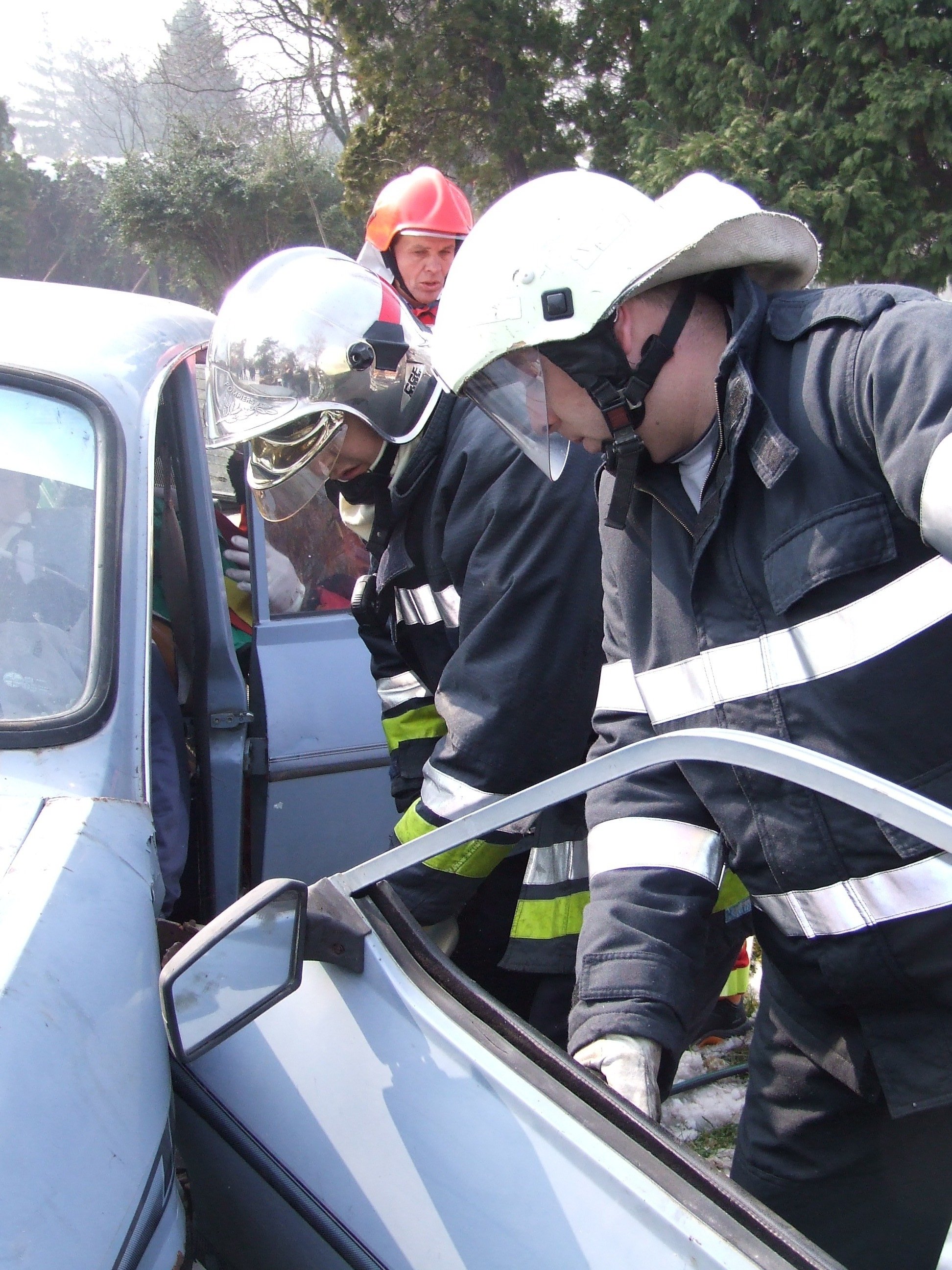
Pompierii în acțiune executând operațiuni de descarcerare

Serviciile de urgență profesioniste funcționează ca inspectorate județene pentru situații de urgență și al municipiului București, având personalitate juridică. La nivelul fiecărei județ sunt constituite subunități de pompieri de intervenție pentru situații de urgență.
.
Atribuții principale pompieri profesioniști
- prevenirea și intervenții în situațiilor de urgență (incendii, inundații, (cutremur, alunecări de teren, etc.);
- activități de informare preventivă  pentru cunoașterea de către cetățeni a tipurilor de risc specifice zonei de competență;
- inspecții, controale, verificări privind modul de aplicare a prevederilor legale și măsuri necesare pentru creșterea nivelului de securitate al cetățenilor și bunurilor ;
- primul-ajutor, acordarea de asistență medicală de urgență;
- programe pentru pregătirea autorităților, serviciilor de urgență voluntare și private, precum și a populației;

.

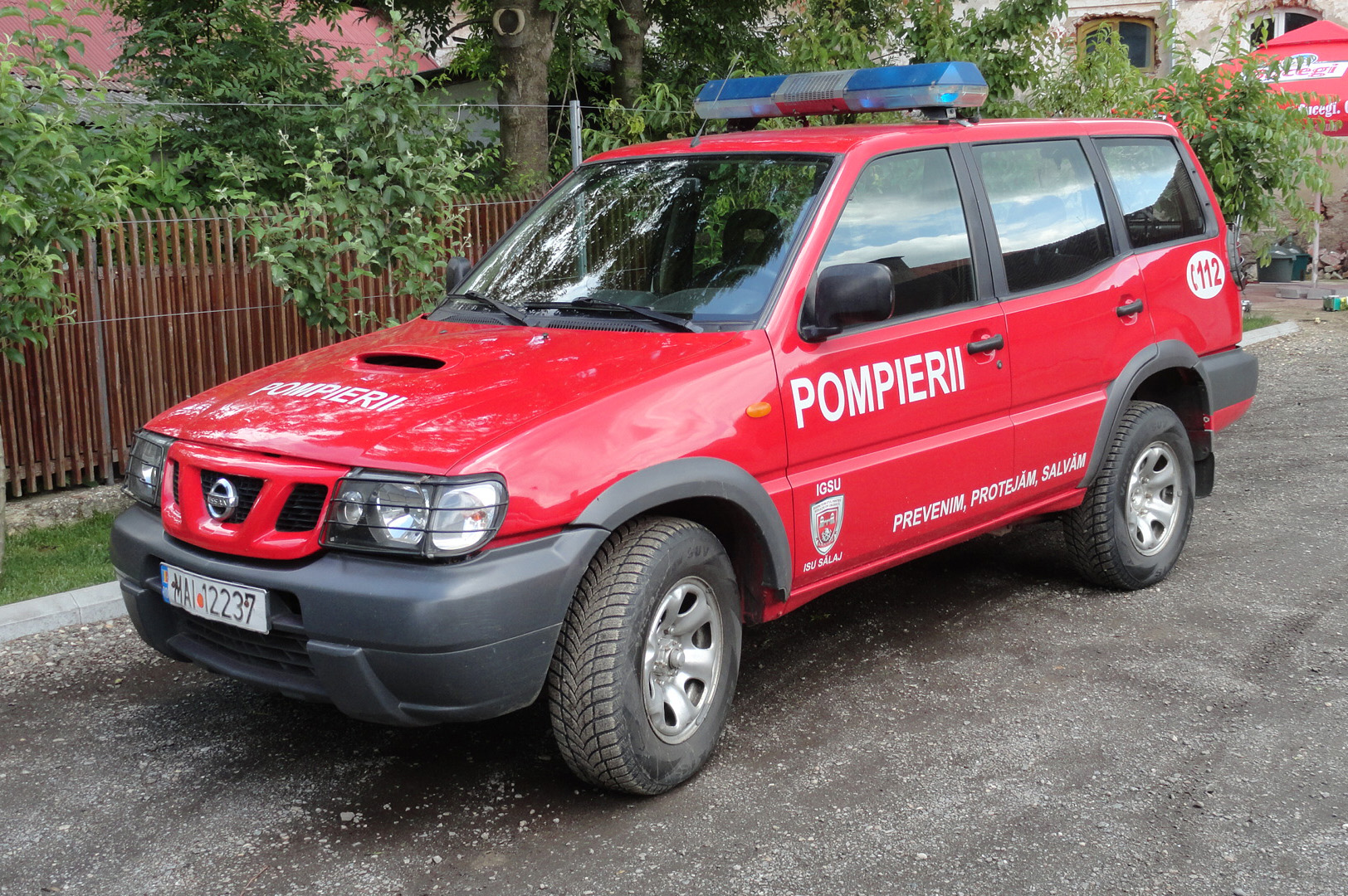
Un Nissan Terrano II al pompierilor din Sălaj

- salvarea și căutarea de persoane și animale;
- activități de înștiințare, avertizare, alarmare, alertare, evacuare despre posibilitatea/iminența producerii situațiilor de urgență, adăpostire, căutare, salvare, descarcerare, deblocare, prim ajutor sau asistență medicală de urgență accident rutier prim module (SMURD), asanare de muniție neexplodată;
- stingere incendiilor cu forțe proprii sau în cooperare,
- controlează și îndrumă structurile subordonate, serviciile publice și private de urgență;
- intervenție de urgență în cazul  unor substanțe periculoase și de poluare;
- transport de apă;
- controlează respectarea criteriilor de performanță, stabilite în condițiile legii, în organizarea și dotarea serviciilor voluntare și private, precum și activitatea acestora;
- organizează concursuri profesionale cu serviciile voluntare și private, precum și acțiuni educative cu cercurile tehnico-aplicative din școli Prietenii pompierilor;
- acordare de sprijin pentru supraviețuirea populației afectate și alte măsuri de protecție ale cetățenilor în caz de situații de urgență;
- pentru îndeplinirea atribuțiilor specifice, colaborează cu autoritățile administrației publice locale,  cu celelalte structuri deconcentrate, filiale, ONG-uri, Crucea Roșie, mass-media, precum și cu alte asociații, fundații și organizații neguvernamentale care activează în domeniul specific pentru a intervenii în caz de incendiu[3]

La ieșirea la pensie, pompierii profesioniști trec în rezervă și devin cadre militare în rezervă(rezerviști). Aceștia au o zi al lor 31 mai - Ziua Rezervistului Militar. Cu această ocazie instituțiile publice din cadrul sistemului de apărare, ordine publică și siguranță națională pot sprijini, în condițiile legii, manifestările prilejuite de acest eveniment.
.

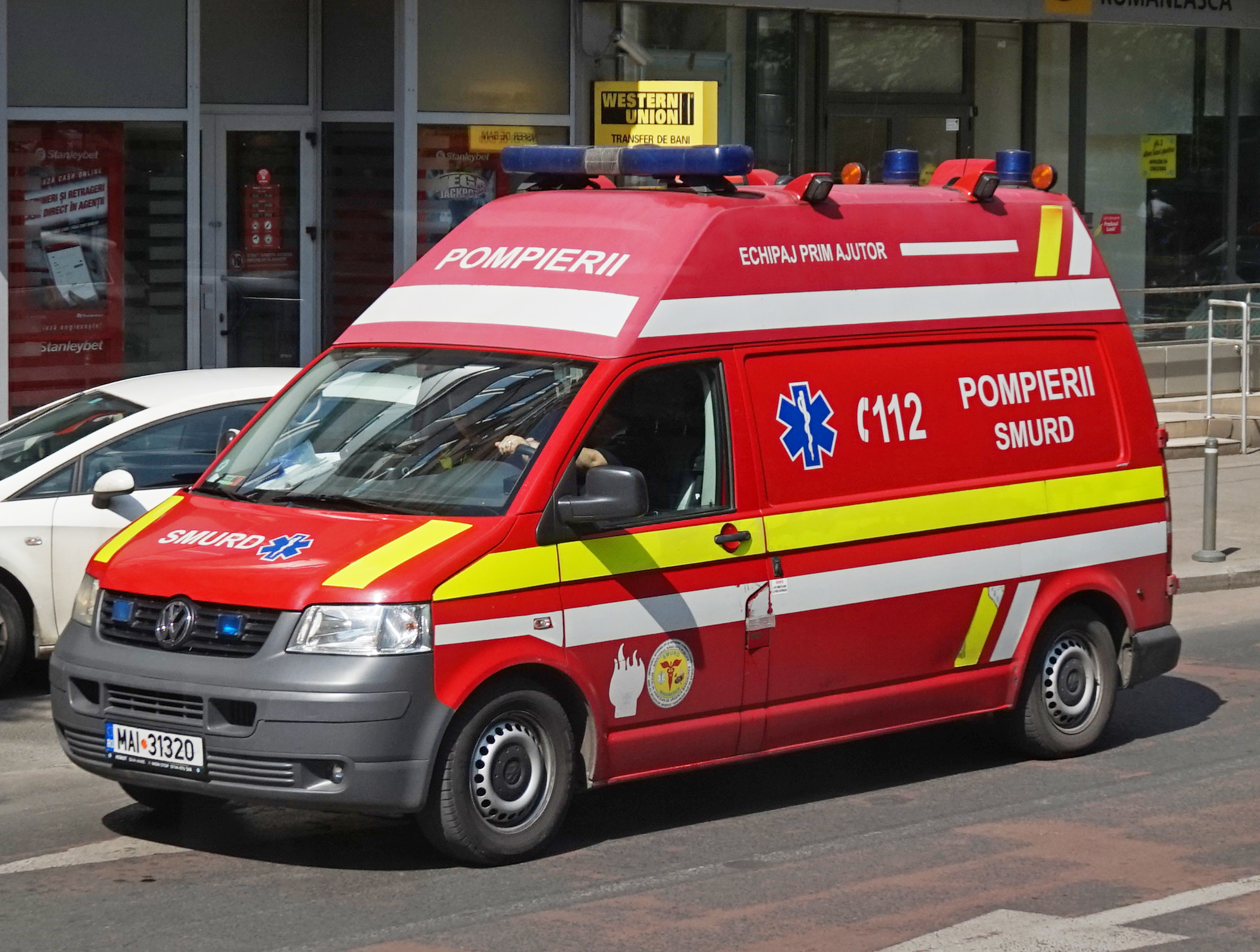
Pompierii - echipaj de prim ajutor

Serviciile Mobile de Urgență, Reanimare și Descarcerare(SMURD) - unitățile de intervenție publică integrată, de importanță strategică, fără personalitate juridică, având în structura sa echipe integrate de reanimare, specializate în acordarea asistenței medicale și tehnice de urgență, precum și echipe cu personal paramedical, specializat în acordarea primului ajutor calificat, funcționează în cadrul inspectoratelor județene pentru situații de urgență, având ca operatori aerieni structurile de aviație ale Ministerului Administrației și Internelor, în colaborare cu spitalele județene, regionale și cu autoritățile publice locale;

## Servicii voluntare și private
Serviciile de urgență voluntare și/sau private sunt structuri specializate, altele decât cele aparținând serviciilor de urgență profesioniste, organizate cu personal angajat și/sau voluntar, în scopul apărării vieții, avutului public și/sau a celui privat împotriva incendiilor și a altor calamități, în sectoarele de competență stabilite cu avizul inspectoratelor.
Serviciile voluntare pentru situații de urgență (S.V.S.U.) funcționează la nivel local, iar activitatea acestora este condusă de către primar prin consiliu local care trebuie să asigure echiparea și dotare cu tehnica și echipament individual de protecție a serviciului de pompieri potrivit legii.
În cadrul structurii acestora se află un compartiment sau specialiști pentru prevenirea incendiilor, care pot fi și cadre tehnice P.S.I, formațiuni de intervenție, salvare și prim ajutor, precum și după caz, ateliere de reparații și de întreținere.
În cazul unui incendiu voluntarii sunt anunțați telefonic sau prin pager, direct sau prin intermediul stației locale de pompieri.
- În localitățile unde nu sânt servicii profesioniste pentru de urgență situații de urgență, primarul are obligația să coordoneze organizarea permanentă a intervenției în caz de incendiu la nivelul unității administrativ-teritoriale, să asigure participarea la intervenție a serviciului voluntar de urgență cu mijloacele din dotare și conducerea intervenției, până la stingerea incendiului ori până la sosirea forțelor inspectoratului[6];

Funcția de Servant pompier este o funcție în cadrul serviciului voluntar sau privat pentru situații de urgență. Acesta face parte din personalul formațiilor de intervenție, salvare si prim ajutor, din cadrul serviciilor voluntare/private pentru situații de urgență.
Persoana poate fi angajată potrivit legii de către primar sau administratorul unității să se ocupe de prevenire și intervenție în situații de urgență în localitate sau agent economic, codul COR (Clasificarea ocupațiilor din România) 541104.
- Servicile private pentru situații de urgență (S.P.S.U.) funcționează potrivit legii, la nivelul operatorilor economici și instituțiilor care desfășoară activități cu risc de incendiu.

Formarea, evaluarea și certificarea competenței profesionale a personalului serviciilor de urgență voluntare sau private se realizează de centre de formare și evaluare abilitate prin lege, avizate de către Inspectoratul General pentru Situații de Urgență.

### Atribuții
- desfășoară activități de informare și instruire privind cunoașterea și respectarea regulilor și a măsurilor de apărare împotriva incendiilor;
- verifică modul de aplicare a normelor, reglementărilor tehnice și dispozițiilor care privesc apărarea împotriva incendiilor, în domeniul de competență;
- asigură intervenția pentru stingerea incendiilor, salvarea, acordarea primului ajutor și protecția persoanelor a animalelor și a bunurilor periclitate de incendii, sau în alte situații de urgență.

Conducerea intervenției se realizează gradual, astfel
- alarmarea serviciului voluntar, concomitent cu anunțarea/alertarea structurilor profesioniste de intervenție ale inspectoratului competent teritorial, precum și, după caz, a entității cu care a fost încheiat contract, convenție de colaborare sau protocol;
- realizarea intervenției propriu-zise de către serviciul voluntar;
- acordarea de sprijin la intervenție, cu tehnică și personal specializat, de către entitatea cu care a fost încheiat contract, convenție de colaborare sau protocol;
- participarea la intervenție, cu tehnică și personal specializat, a structurilor profesioniste de intervenție ale inspectoratului competent teritorial[7].

Anual se organizează concursuri profesionale ale serviciilor de pompieri din România și cercurilor de elevi Prietenii pompierilor.

## Voluntariat în cadrul serviciului de pompieri
Începând cu data 10.06.2016, Inspectoratului General pentru Situații de Urgență( I.G.S.U.) a lansat proiectul „Salvator din pasiune” care se derulează în cadrul tuturor inspectoratelor județene pentru situații de urgență din România.
Acest program este o provocare pentru voluntari și este realizat pe 4 etape de pregătire. Prin acest demers se caută implicarea voluntarilor ca expresie a solidarității, responsabilității civice și valorii profesionale a acestora, materializată în sprijinul acordat comunităților pe timpul situațiilor de urgență, dar și pentru prevenirea lor.
Voluntariat în cadrul serviciului de pompieri se poate face la serviciului voluntar pentru situații de urgență în localitate în care locuiești sau la o subunitate din cadrul Inspectoratului Județean pentru Situațíi de Urgență (I.S.U.) – program „Salvator din pasiune”.
Voluntarii pompieri in cadrul serviciului voluntar pentru situații de urgență desfășoară o serie de cursuri și activități specifice.
Exemple:
- activități de informare și instruire în domeniul apărare împotriva incendiilor;
- verificarea modului cum se respectă prevederile legale privind apărarea împotriva incendiilor, în zona de competență;
- participarea la stingerea incendiilor, salvarea, acordarea primului ajutor și protecția persoanelor, a animalelor și a bunurilor periclitate de incendii sau în alte situații de urgență[6].

Voluntar în cadrul programului „Salvator din pasiune” sunt voluntarii care desfășoară activități în cadrul I.S.U. și sunt ierarhizați în clase de competență.
Activitatea de voluntariat se desfășoară pe baza unui contract de voluntariat, încheiat între I.S.U. și voluntar, în conformitate cu prevederile Legii nr. 78/2014.